# Stenogobius watsoni
Stenogobius watsoni är en fiskart som beskrevs av Allen 2004. Stenogobius watsoni ingår i släktet Stenogobius och familjen smörbultsfiskar. IUCN kategoriserar arten globalt som otillräckligt studerad. Inga underarter finns listade i Catalogue of Life.